# St. Vitus und Katharina (Rehling)

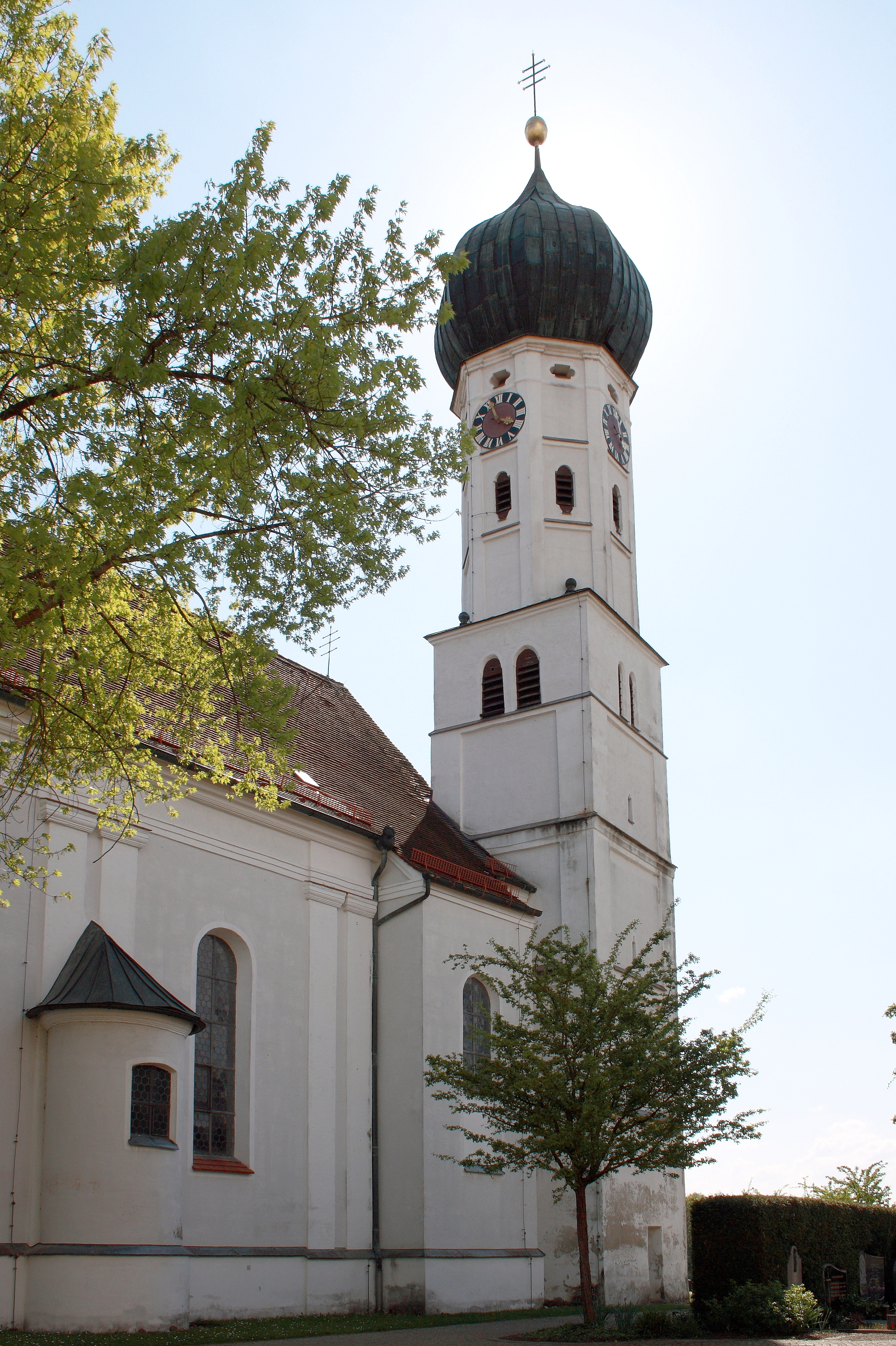
St. Vitus und Katharina in Rehling

Die römisch-katholische Pfarrkirche St. Vitus und Katharina steht in Rehling, einer Gemeinde im schwäbischen Landkreis Aichach-Friedberg in Bayern. Das Bauwerk ist in der Liste der Baudenkmäler in Rehling unter der Nr. D-7-71-158-1 eingetragen. Die Pfarrei gehört zum Dekanat Aichach-Friedberg des Bistums Augsburg.

## Beschreibung
Die klassizistische Saalkirche wurde 1792/93 neu gebaut, nachdem der baufällige Vorgängerbau fast vollständig abgerissen worden war. Sie besteht aus einem Langhaus, einem eingezogenen Chor mit Fünfachtelschluss im Westen, einer Sakristei an der Südwand und einem Chorflankenturm auf quadratischem Grundriss, dessen untere Geschosse vom Vorgängerbau stammen, an der Nordwand des Chors. Der Chorflankenturm wurde mit Geschossen mit Pilastern an den acht Ecken aufgestockt, die den Glockenstuhl und die Turmuhr beherbergen, und mit einer Zwiebelhaube bedeckt. Die Wände des Langhauses sind außen durch doppelte Pilaster gegliedert. Das westliche Joch des Langhauses wird durch rechteckige Kapellen querschiffartig verbreitert.
Der Innenraum des mit Pilastern gegliederten Langhauses ist mit einem Stichkappengewölbe überspannt. Die Fresken stammen von Johann Baptist Enderle. Der um 1760/70 gebaute Hochaltar wird von den Statuen des heiligen Veit und der Katharina von Alexandrien, den beiden Kirchenpatronen, flankiert. Von Liberat Hundertpfund wurde ein Gemälde von 1865 aufgehängt. Konrad Huber schuf 1813 den Kreuzweg.
Die Orgel wurde 1882 von G. F. Steinmeyer & Co. gebaut.